# بطولة تونس لألعاب القوى 2010
بطولة تونس لألعاب القوى 2010 هو الدورة 55 من بطولة تونس لألعاب القوى.

فاز بهذا الموسم النادي الرياضي للحرس الوطني.

## روابط خارجية
- الموقع الرسمي للجامعة التونسية لألعاب القوى.